# 許家鬼魂
《許家鬼魂》是一部於1973年上映的南越電影，由黎煌華執導。

## 介紹
本片改編自阮誠珠1963年的改良劇《妖精出現在首都》。

### 製作
該電影在守德市、边和市和大叻市拍攝。
演員
- 白雪[5] 饰 翠鴻
- 清秀 饰
- 勇青林 饰
- 四𧒋[6] 饰
- 沙瀝五婆 饰
- 三雲 饰
- 阮誠珠 饰
- 心幡 饰
- 可能 饰
- 清越 饰
- 明玉 饰
- 叢林 饰 潮州老管家
- 詩梅 饰

### 参料
- 黎光清心，「南部電影順歷史的流」，胡志明市文藝出版社，西貢市，2015。
- Điểm mặt phim kinh dị Việt Nam dọa được khán giả[]
- The Ghost of Hui Family : Tales and truths
- The legacy of Hui Bon Hoa （页面存档备份，存于）
- The true story of Hui Bon Hoa and "Uncle Hoa's Mansion" （页面存档备份，存于）